# Kateketik
Kateketik (av grekiska katechein = undervisa) är läran om kristen undervisning. Ämnets förhållande till religionspedagogiken är omstritt.

## Företrädare för kateketiken
- Johann Baptist von Hirscher (1788-1865)